# میان‌رود (کرمانشاه)
میان‌رود نام روستایی در دهستان پشت دربند، بخش مرکزی شهرستان کرمانشاه شهرستان کرمانشاه در استان کرمانشاه است.
طبق سرشماری سال ۱۳۸۵ جمعیت این روستا ۲۳۵ نفر در ۴۹ خانواده می‌باشد.